# Hans Martin Bolli

Hans Martin Bolli (circa 1960)

Hans Martin Bolli (* 2. August 1917 in Zürich; † 5. Oktober 2007 in Zürich; heimatberechtigt in Beringen und Frauenfeld) war ein Schweizer Geologe, Mikropaläontologe und Professor an der ETH Zürich.

## Leben
Hans Martin Bolli war ein Sohn von Johann Heinrich Bolli, Pfarrer, und Martha Bolli, geborene Stöcklin. Im Jahr 1946 heiratete er Dora Niggli. Bolli absolvierte ein Geologiestudium an der Universität Zürich. Im Jahr 1945 erlangte er die Promotion. Bis 1946 war er als Redaktor am Schweizer Lexikon in Zürich tätig. Danach arbeitete er bis 1958 als Geologe und Mikropaläontologe in Trinidad sowie bis 1964 in Venezuela.

## Forschung und Lehre
Von 1964 bis 1984 lehrte er als Professor für Geologie und Mikropaläontologie an der ETH Zürich und an der Universität Zürich. Er arbeitete am Deep Sea Drilling Project der amerikanischen National Science Foundation mit.
Er verfasste zahlreiche Publikationen, hauptsächlich zur Plankton-Stratigrafie. Bolli erhielt 1984 den Joseph A. Cushman Award und wurde 1993 Ehrenmitglied der Geological Society of London.